# Eduardo Campbell
Eduardo Emilio Campbell De Gracia (Santiago, Veraguas, 2 de julio de 1933 – Santiago, Veraguas, 16 de mayo de 1993) fue un luchador panameño. Compitió en los Juegos Olímpicos de Roma 1960 y en los Juegos Olímpicos de Tokio 1964.

## Biografía
Décimo en Juegos Olímpicos de Roma 1960 y decimocuarto en Juegos Olímpicos de Tokio 1964. Peleó en la categoría de 52-57 kg. Ganó la medalla de plata en los Juegos Panamericanos, ganándolas en los Juegos Panamericanos de 1959 y en los Juegos Panamericanos de 1963; quinto en 1967. Ganó dos medalla de oro en los Juegos Centroamericanos y del Caribe, ganándolas en los VIII Juegos Centroamericanos y del Caribe y en los IX Juegos Centroamericanos y del Caribe y la medalla de plata en los X Juegos Centroamericanos y del Caribe. Ganó las medalla de oro los Juegos Bolivarianos, ganándolas en los Juegos Bolivarianos de 1961 y en los Juegos Bolivarianos de 1965. El 10 de diciembre de 1961 en Santiago de Veraguas fue inaugurado un gimnasio con su nombre. Eduardo Campbell falleció el 16 de mayo de 1993.